# Aglais milberti
Aglais milberti is een vlinder uit de familie Nymphalidae. De wetenschappelijke naam werd gepubliceerd in 1819 door Jean-Baptiste Godart.